# Definitio abundans
definitio abundans  (lateinisch abundans von abundare: „überströmen“) bezeichnet eine fehlerhafte Definition mit einem unwesentlichen Merkmal.
Diese Definition (auch Definition mit Pleonasmus genannt) kennzeichnet einen Fehler in der Definition eines Begriffs, wenn ein allen Gegenständen einer Klasse zugehöriges, aber unwesentliches bzw. überflüssiges Merkmal bei der Kennzeichnung verwendet wird.